# ماريا النمساوية
ماريا النمساوية (بالإسبانية: María de Austria y Portugal) (21 يونيو 1528- 26 فبراير 1603) هي قرينة الملك ماكسيمليان الثاني، إمبراطور الرومانية المقدسة وملك بوهيميا والمجر، وابنة الإمبراطور شارل الخامس. خدمت مرتين نائبة لجلالة الملك في إسبانيا.

## حياتها المبكرة
ولدت ماريا في مدريد، والدها شارل الخامس ، إمبراطور الإمبراطورية الرومانية المقدسة وملك إسبانيا، ووالدتها إيزابيلا من البرتغال (أخت الملك البرتغالي جواو الثالث). نشأت ماريا في مدينتي طليطلة وبلد الوليد مع بقية أشقائها، وكانت علاقتها بهم قوية رغم غياب والدهم دوماً. كانت مقرّبة من شقيقها فيليب، إذ كانا يشتركان في الكثير من وجهات النظر والآراء السياسة على مرّ حياتهما.

## زواجها وذريتها
تزوَّجت ماريا ابن عمّها الأرشيدوق ماكسيمليان في 13 سبتمبر 1548، عندما كانت في العشرني من عمرها، وأنجبت ستة عشر طفلاً منه.
بالنظر لانشغال والدها بشؤون الحكم في ألمانيا وغياب أخيها الملك فيليب الثاني، تصرفت ماريا وزوجها ماكسيميليان بحُكْم إسبانيا بين سنتي 1548-1551. في 1552، انتقل الزوجان من مدريد التي كانا فيها السابق للعيش في بلاط والد ماكسيميليان في فيينا.
بعد عودة ماريا مع زوجها إلى ألمانيا، ورث زوجها العرش عن والده (فرديناند الأول) ليكون حاكماً على ألمانيا بوهيميا والمجر، وهي سلطة تبوأها من سنة 1564 إلى وفاته في 1576. كانت ماريا كاثوليكية متدينة، وكثيراً ما اختلفت مع زوجها لقلّة التزامها. كان لديها تأثير كبير على أبنائها، وبالأخصّ رودولف وماتياس اللذين حكما الإمبراطورية في ما بعد.
ومن أبنائها آنا التي تزوجت شقيقها فيليب وأنجبت له وريث عرشه فيليب الثالث ملك إسبانيا، وكذلك إليزابيث قرينة الملك شارل التاسع من فرنسا.

## العودة إلى إسبانيا
رجعت إلى إسبانيا عام 1582 وبقيت فيها حتى وفاتها 1603.